# Мегді Селім Халіфі

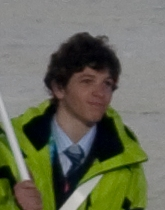
Мехді Селім Халіфі під час Параду на церемонії відкриття Олімпійських ігор у Ванкувері

Мегді Селім Халіфі (нар. 1 вересня 1992 р.) — алжирський лижник. Був єдиним представником Алжиру на зимових Олімпійських іграх 2010 у Ванкувері. На Олімпіаді брав участь у лижних перегонах на 15 км вільним стилем, де посів 84 місце.